# Rolf-Ernst Breuer
Rolf-Ernst Breuer, üblich Rolf-E. Breuer, (* 3. November 1937 in Bonn; † 22. Mai 2024 in Frankfurt am Main) war ein deutscher Bankmanager. Er war von 1997 bis 2002 Vorstandssprecher und von 2002 bis 2006 Aufsichtsratsvorsitzender der Deutschen Bank.

## Leben
Rolf-E. Breuer, Sohn des Managers Carl Breuer, absolvierte von 1956 bis 1958 eine Banklehre bei der Filiale Mainz der Süddeutschen Bank und der Deutschen Bank in München. Anschließend studierte er von 1958 bis 1966 Rechtswissenschaft an der Universität Lausanne, der Ludwig-Maximilians-Universität München und der Rheinischen Friedrich-Wilhelms-Universität Bonn. 1967 wurde er an der Universität Bonn promoviert.
Nach Volontariaten bei zwei lokalen Banken in London und Paris arbeitete er ab 1966 in der Filiale Karlsruhe der Deutschen Bank, bis er 1969 in die Börsenabteilung nach Frankfurt am Main versetzt wurde, die er ab 1974 als Direktor leitete. 1985 wurde Breuer Mitglied des Vorstands der Deutschen Bank, ab 1997 als Nachfolger von Hilmar Kopper Sprecher des Vorstands. Von 2002 bis 2006 war er Vorsitzender des Aufsichtsrats der Deutschen Bank. Seine Nachfolger waren als Vorstandssprecher Josef Ackermann und als Vorsitzender des Aufsichtsrates Clemens Börsig.
Breuer hatte Aufsichtsratsmandate bei E.ON, der Münchener Rück, Lufthansa und der Siemens AG. Er war Mitglied im Verwaltungsrat der Landwirtschaftlichen Rentenbank. Breuer war Präsident und Aufsichtsratsvorsitzender der Deutschen Terminbörse, die als erste vollelektronische Börse Deutschlands im Jahr 1990 den Handel aufnahm. Sein Mandat als Vorsitzender des Aufsichtsrats der Deutschen Börse AG musste er 2005 aufgeben, nachdem Hedgefonds die von ihm geplante Übernahme der London Stock Exchange durch die Deutsche Börse verhindert hatten. Er war als Vorsitzender des Börsenrats der Frankfurter Wertpapierbörse, Initiator und Vorstandsmitglied des Aktionskreises Finanzplatz e. V. und Präsident des Bundesverbands deutscher Banken. Er war Initiator der Gründung des Center of Financial Studies an der Goethe-Universität Frankfurt und wurde 2020 für sein Engagement vom Senat der Universität zum Ehrensenator ernannt. Im Jahr 2005 erhielt er die Ehrenplakette der Stadt Frankfurt am Main. Außerdem war er Sprecher des Hochschulrates der Johann Wolfgang Goethe-Universität Frankfurt am Main, Vorsitzender des Kuratoriums der Paul-Ehrlich-Stiftung und Vorsitzender des Kuratoriums der Kulturstiftung der Länder. Er engagierte sich zudem für die Akademie der Künste in Berlin, die Alte Oper und die Kunsthalle Schirn in Frankfurt, der Feith-Stiftung und die Hessische Kulturstiftung.
Rolf-E. Breuer war in zweiter Ehe mit Barbara Breuer geb. Encke verheiratet. Aus der Ehe stammen zwei Kinder. Seine Frau brachte zudem zwei Kinder aus erster Ehe mit in die Familie. Er starb nach längerer Krankheit im Alter von 86 Jahren am 22. Mai 2024 in Frankfurt am Main.

## Breuer-Interview – juristische Auseinandersetzungen
Die Deutsche Bank war zwischen 2002 und 2014 in gerichtliche Auseinandersetzungen mit Leo Kirch bzw. dessen Rechtsnachfolgern verwickelt: Kirch warf Breuer vor, 2002 durch eine kritische Äußerung in einem TV-Interview mit dem Journalisten Michael Storfner im Nachrichtensender Bloomberg den Zusammenbruch der Kirch-Gruppe herbeigeführt zu haben.
Zitat Breuer: „Was alles man darüber lesen und hören kann, ist ja, dass der Finanzsektor nicht bereit ist, auf unveränderter Basis noch weitere Fremd- oder gar Eigenmittel zur Verfügung zu stellen.“ (Auszug aus dem Bloomberg-Interview).
Das Oberlandesgericht München (OLG München) lehnte einen Schadenersatzanspruch von Kirch gegen Breuer in seinem Urteil vom Dezember 2003 ab, stellte aber fest, dass die Deutsche Bank Kirch zum Schadenersatz verpflichtet sei. Gegen das Urteil des OLG München riefen alle Parteien den Bundesgerichtshof (BGH) an, teils aufgrund vom OLG zugelassener Revision, teils mit Nichtzulassungsbeschwerden. Der BGH korrigierte das OLG in mehrfacher Hinsicht. Er schränkte den Haftungsumfang der Deutschen Bank ein, verurteilte in diesem Umfang aber auch Breuer persönlich. Sachlich wurde für beide festgestellt, dass sie für Schäden zu haften haben, die einer Gesellschaft der Kirch-Gruppe aus der Äußerung von Breuer entstanden sind. Diese Gesellschaft war Darlehensnehmerin der Deutschen Bank, die Äußerung von Breuer hat diesen Darlehensvertrag begleitende Schutz- und Rücksichtnahmepflichten verletzt. Kirch hatte sich unter anderem die Ansprüche dieser Gesellschaft abtreten lassen und diese gerichtlich geltend gemacht. Eine Haftung sowohl der Deutschen Bank als auch von Breuer für behauptete eigene Ansprüche von Kirch lehnte der BGH in seinem umfassenden Urteil vom 24. Januar 2006 ab (siehe Urteil vom 24. Januar 2006 – XI ZR 384/03 unter www.bundesgerichtshof.de). Aufbauend auf diesem Feststellungsurteil hat Kirch in einem Rechtsstreit die behaupteten Schäden beziffert. Davon getrennt machte eine Poolgesellschaft in einem weiteren Verfahren die behaupteten Ansprüche weiterer 17 Gesellschaften der Kirch-Gruppe wegen des Interviews geltend. Ein Vergleich in Form von einer Zahlung von 800 Millionen Euro, der alle Prozesse hätte beenden sollen, wurde 2012 vom Vorstand der Deutschen Bank abgelehnt. Im Februar 2014 einigte sich die Deutsche Bank mit den Kirch-Erben in einem Vergleich auf die Zahlung von 775 Millionen Euro.
Vor dem Hintergrund des Rechtsstreits gab Breuer am 3. Mai 2006 seinen Posten als Aufsichtsratsvorsitzender der Deutschen Bank ab. Sein Nachfolger wurde Clemens Börsig. Im März 2011 ließ das Landgericht München I eine Anklage gegen Breuer wegen versuchten Prozessbetrugs im Zusammenhang mit dem ersten Kirch-Prozess zu. Das Landgericht München I stellte das Verfahren im Dezember 2011 gegen Zahlung einer Geldauflage in Höhe von 350.000 Euro ein.
Am 14. Dezember 2012 verurteilte das OLG München die Deutsche Bank zu Schadenersatz, dessen Höhe durch ein Gutachten zu klären war. Breuer war bei der Gerichtsverhandlung an diesem Tag anwesend. Er beteuerte in einer kurzen „persönlichen Erklärung“, nichts Unrechtes getan zu haben. Er habe mit seinem TV-Interview Kirch mitnichten schaden wollen. Breuer sagte „Was mir unterstellt wird, ist ungeheuerlich und ehrenrührig“. Beim Vorsitzenden Richter Kotschy und dessen Kollegen zeigte das keine Wirkung: Das OLG kam zur Ansicht, Breuers Aussage sei eine „öffentliche Bloßstellung“ von Kirch gewesen. Wahrscheinlich sei ein Vertraulichkeits-Abkommen mit der Kirch-Gruppe verletzt worden. Kotschy bezeichnete Breuers Handeln als „sittenwidrig“. Breuers TV-Interview im Februar 2002 sei kein Unfall gewesen und auch keine „intellektuelle Fehlleistung“, wie Breuer das OLG habe glauben machen wollen.
Nach Zahlungen der Deutschen Bank von insgesamt 928 Millionen Euro an die Kirch-Erben beschloss der Aufsichtsrat, Breuer und dessen Versicherung in Regress zu nehmen. Am 31. März 2016 wurde bekannt, dass sich die Deutsche Bank mit Breuer auf einen Vergleich geeinigt hatte, der Breuer zu einer Zahlung in Höhe von 3,2 Millionen Euro an die Deutsche Bank verpflichtete. Zudem sollte die Bank von Breuers Managerhaftpflichtversicherung 90 Millionen Euro erhalten. Die Aktionäre stimmten dem Vergleich auf ihrer Hauptversammlung am 19. Mai 2016 mit 98,81 % zu.

## Unterstützer des Zentrums gegen Vertreibungen
Breuer war Unterstützer des Zentrums gegen Vertreibungen.

## Ehrungen und Auszeichnungen
- 1997: Vernon A. Walters Award
- 1999: Europäischer Banker des Jahres (abgelehnt)[19]
- 2002: Großes Goldenes Ehrenzeichen mit dem Stern für Verdienste um die Republik Österreich[20]
- 2002: Hessischer Verdienstorden[21]
- 2005: Ehrenplakette der Stadt Frankfurt am Main[22]
- 2020: Ehrensenatorwürde der Johann Wolfgang Goethe-Universität Frankfurt am Main[23]